# 加马尔特
加马尔特（法語：Gamarthe，法語發音：[ɡamaʁt]）是法国大西洋比利牛斯省的一个市镇，属于巴约讷区。

## 地理
加马尔特（43°12'5"N, 1°8'36"W）面积9.91 平方千米，位于法国新阿基坦大区大西洋比利牛斯省，该省份为法国东南部省份，涵盖了贝阿恩与北巴斯克，西临大西洋比斯開灣，北至朗德省，东北接热尔省，东临上比利牛斯省，南与西班牙接壤。
与加马尔特接壤的市镇（或旧市镇、城区）包括：艾尼斯-蒙日洛斯、比叙纳里茨-萨拉斯凯特、伊巴罗勒、拉卡尔、拉瑟沃-阿罗斯-锡比茨。

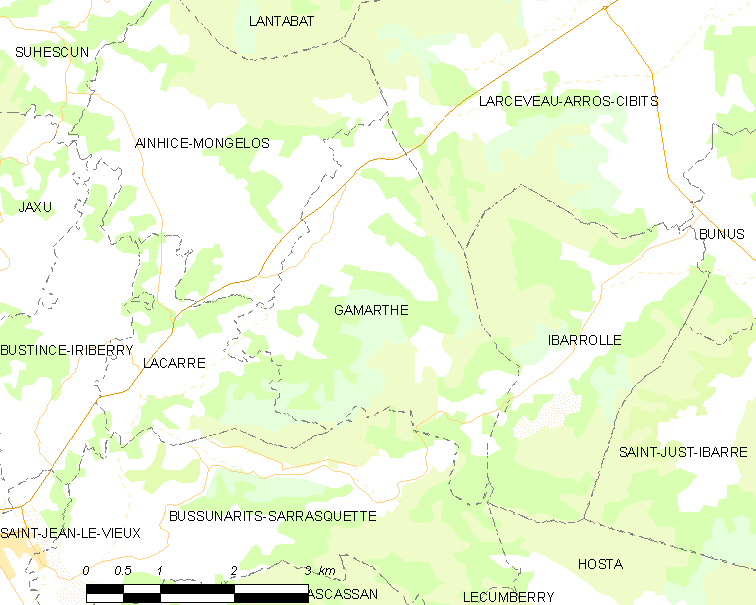
加马尔特的OSM定位图

加马尔特的时区为UTC+01:00、UTC+02:00（夏令时）。

## 行政
加马尔特的邮政编码为64220，INSEE市镇编码为64229。

## 政治
加马尔特所属的省级选区为巴斯克山地县。

## 人口

1962-2008年间加马尔特人口变化图示

加马尔特于2022年1月1日时的人口数量为127人。